# Inner City Blues (album)
Inner City Blues est un album de Grover Washington Jr. sorti en 1972.

## Genèse
L'album est sorti en 1972 par Grover Washington Jr..
Il sort sous le label CTI Records.